# Gaspar Benegas
Gaspar Benegas (El Bolsón, Río Negro, 7 de enero de 1978) es un músico, compositor y productor de rock argentino. Es conocido por ser el guitarrista de Los Fundamentalistas del Aire Acondicionado, la banda de acompañamiento del cantante Indio Solari. También fue guitarrista y productor de la banda Las Manos de Filippi desde 2007. Actualmente es conocido por su banda La Mono. 

## Biografía
Benegas nació en El Bolsón, provincia de Río Negro. Es hijo de Jaime Benegas  y de la cantante de folk rock María José Cantilo, ambos fallecidos. Su tío, Miguel Cantilo, es el líder del dúo Pedro y Pablo. Está en pareja con la cantante Valentina Cooke (n. 1982) con quien comparte dos hijos, Karim y Simba.

## Carrera
Debutó a la edad de doce años, cuando fue invitado por Pappo, para una presentación en vivo. Entre los discos que ha trabajado siendo guitarrista del Indio Solari, se encuentran: Porco rex (2007), El perfume de la tempestad (2010), Pajaritos, bravos muchachitos (2013) y El ruiseñor, el amor y la muerte (2018).
A mediados de los '90 forma parte de la banda de rap/rock alternativo Guruta junto a su primo Demián Cantilo (hijo de Miguel Cantilo) y Tayda Lebón (hija de David Lebón) con la que se presentan en varios escenarios del underground de Buenos Aires entre 1995 y 1998 sin dejar grabaciones oficiales publicadas.
En el año 2007, ingresó como guitarrista y arreglador, de la banda Las Manos de Filippi, tras la salida de Mosky Penner y ha participado desde entonces en sus últimas producciones, entre ellas: Control obrero (2007), Los métodos piqueteros (2009), La calesita de Mamanis (2011), Marginal y popular (2014) y M.A.C.R.I. - Mente Anti Capitalista Revolucionaria Internacional (2018).
En 2015 formó la banda llamada La Mono, junto a Ramiro López Naguil en Batería y Lucas Argomedo en bajo. En 2016 la banda lanzó su primer disco "Experimento" de manera independiente. En 2019 presentaron su segundo disco titulado "Anomalía" que cuenta con el arte de tapa ilustrada por el excantante de Patricio Rey y sus Redonditos de Ricota, Carlos Alberto Indio Solari.
Desde 2019 hasta la actualidad es una de las principales voces dentro de Los Fundamentalistas desde la ausencia de Solari, y también considerado "la cabeza principal" de la banda.

## Discografía

### Con Las Manos de Filippi
- 2007: Control obrero (CD1)
- 2011: La calesita de Mamanis
- 2014: Marginal y popular
- 2018: M.A.C.R.I. - Mente Anti Capitalista Revolucionaria Internacional

### Con Los Fundamentalistas del Aire Acondicionado
- 2007: Porco Rex
- 2010: El perfume de la tempestad
- 2013: Pajaritos, bravos muchachitos
- 2018: El ruiseñor, el amor y la muerte

### Con La Mono
- 2016: Experimento
- 2019: Anomalía
- 2023: Buen Finde

### Como productor
- María José Cantilo - Esencia (2011)
- María José Cantilo - Sai Ram (1999)
- María José Cantilo - Aquí y ahora (2006)
- Salta La Banca - Visceral (2013)